# Moscatel 123 (pera)
Moscatel 123 es el nombre de una variedad cultivar de pera europea Pyrus communis. Esta pera está cultivada en la colección de la Estación Experimental Aula Dei (Zaragoza). Esta pera también está cultivada en diversos viveros entre ellos algunos dedicados a conservación de árboles frutales en peligro de desaparición. Esta pera no tiene muy difundido su cultivo en España, originaria de Andalucía, concretamente de Chipiona en la Provincia de Cádiz, donde tuvo su mejor época de cultivo comercial en la década de 1960, y actualmente en menor medida aún se encuentra.

## Sinonimia
- "Pera Moscatel".[9][10][1][11]

## Historia
'Moscatel 123' está considerada incluida en las variedades locales autóctonas muy antiguas, cuyo cultivo se centraba en comarcas muy definidas. Se caracterizaban por su buena adaptación a sus ecosistemas y podrían tener interés genético en virtud de su adaptación. Se encontraban diseminadas por todas las regiones fruteras españolas, aunque eran especialmente frecuentes en la España húmeda. Estas se podían clasificar en dos subgrupos: de mesa y de cocina (aunque algunas tenían aptitud mixta).
'Moscatel 123' es una variedad clasificada como de mesa, difundido su cultivo en el pasado por los viveros comerciales y cuyo cultivo en la actualidad se ha reducido a huertos familiares y jardines privados.

## Características
El peral de la variedad 'Moscatel 123' tiene un vigor medio; florece a inicios de mayo; tubo del cáliz casi superficial, con una pequeña prominencia en el centro por donde aparecen los pistilo que son larguísimos.
La variedad de pera 'Moscatel 123' tiene un fruto de tamaño muy pequeño; forma calabaciforme, con cuello largo, bastante acentuado, simétrica o asimétrica, y un contorno irregular; piel semi granulosa; con color de fondo verde amarillento, sobre color ausente, color del sobre color ausente, distribución del sobre color ausente, sin chapa, presentando un punteado muy menudo poco perceptible, aureolado de verde, "russeting" (pardeamiento áspero superficial que presentan algunas variedades) muy débil; pedúnculo de longitud corto o medio, fuerte, semi-carnoso en la base, de color verde, recto o ligeramente curvo, implantado derecho o algo oblicuo, como prolongación del fruto, cavidad del pedúnculo nula; anchura de la cavidad calicina nula; ojo muy grande, prominente, abierto; sépalos extendidos, largos y estrechos, unidos en la base que es coriácea y prominente.
Carne de color blanco crema; textura firme, crujiente; sabor característico de la variedad, muy dulce, aromático y amoscatelado, agradable; corazón pequeño, muy próximo al ojo, pedregoso. Eje abierto, interior lanoso. Celdillas amplias. Semillas de tamaño medianas, alargadas, deprimidas, con espolón más o menos acentuado, casi negras, con frecuencia abortadas.
La pera 'Moscatel 123' tiene una época de maduración y recolección muy temprana entre junio y julio (en E.E. de Aula Dei de Zaragoza). Se usa como pera de mesa fresca, y en cocina para hacer compotas.